# The Best Is Yet To Come
A The Best Is Yet To Come Bonnie Tyler tizennyolcadik stúdióalbuma, ami 2021. február 26-án jelent meg a német earMusic kiadó gondozásában. Bonnie Tyler két év szünet után ad ki új albumot, ugyanazokkal a zenészekkel és David Mackay producerrel, akivel az előző, Between the Earth and the Stars albumon is dolgoztak. A lemez már 2020 tavaszán megjelent volna, a Covid19-pandémia miatt azonban elhalasztották a megjelenést egy évvel. Előző albumaitól eltérően, a The Best Is Yet To Come CD formátumban az Egyesült Államokban is megjelent.
Ez az album zeneileg teljesen eltérő Bonnie korábbi albumainál. A The Best is Yet to Come egy zenei időutazás, vissza a 80-as évekbe. Szintetizátorok, pop-rock, némi blues és balladák, bár többségében lendületes, tempós dalok hallhatók.
A 12 dal között több feldolgozás is van. Donovan 1965-ös Catch the Wind című dala mellett a 10cc I'm Not in Love slágere is elhangzik Bonnie előadásában, teljesen új hangszerelésben. Az énekesnő Desmond Childtól is kért egy dalt. A világhírű zeneszerző, producer a Stronger Than a Man című dalát küldte el Bonnienak.

## Történet
Nagy siker volt Bonnie Tyler 2019-ben megjelent Between the Earth and the Stars című albuma, amelynek producere régi jó barátja David Mackay volt és olyan előadókkal énekelt duettet, mint Rod Stewart, Francis Rossi és Cliff Richard, de Mackay még Barry Gibbet is megkérte, hogy írjon Bonnienak egy dalt az új albumára. 30 éve nem ért el ilyen jó helyezést Bonnie Tyler albuma Európában, mint a 2019-es nagylemeze. És már 2019-ben Bonnie több interjúban is elmondta, hogy néhány nagy slágert is feldolgoztak, többek között a 10cc I'm not in Love című slágerét egy teljesen új hangszerelésben énekelte fel. A másik feldolgozás a Donovan kellemesen fülbemászó country slágere a Catch the Wind. Bonnie akkor azt nyilatkozta, hogy majd az új lemezének kibővített változatán kapnak helyet, csak úgy mint saját, It's a Heartache című dalának teljesen újrahangszerelt verziója. Azonban az earMusic 2019-ben nem adta ki újra, kibővített tartalommal a Between the Earth and the Stars lemezt. Helyette 2020 őszén kék színű, limitált kiadású bakelitlemez formátumban jelent meg. Bonnie így nyilatkozott a Classic Pop Magazinnak a feldolgozásokról: "David azt javasolta, hogy készítsünk feldolgozásokat is. Az egyik az I'm not in Love volt ami egy gyönyörű dal, de először úgy gondoltam, nem tudom elénekelni, nem megy a hangomhoz. David megnyugtatott, hogy hangszerelés szempontjából teljesen át fogjuk írni." 
2020. április 16-tól egy héten keresztül Bonnie Tyler a hivatalos Instagram oldalán rövid részleteket mutatott az új albumának dalaiból. Ekkor közölte, hogy 2020 helyett a koronavírus járvány miatt 2021. tavaszán jelenik meg az új albuma. Itt már a korábban említett 10cc feldolgozásból is megmutatott egy részletet. Ezen kívül Steve Womack által írt dalokból is kaptak a rajongók ízelítőt. Womack írta a Taking Control című dalt amit Cliff Richarddal duettben énekelt az előző albumán. Ezen kívül még 5 dalt írt speciálisan Bonnie számára, de erre a lemezre csak négy dal került fel. A hatodik dalát a lemezkiadó visszatartotta, nem tették fel erre a kiadványra. Az "It Almost Breaks My Heart" című dal előreláthatólag a nyár folyamán jelenik meg bónusz dalként ennek a nagylemeznek a kibővített kiadásán.
2020. december 10-én hivatalosan is bejelentette hogy a The Best is Yet to Come albuma 2021. február 26-án kerül a boltokba. Nyilvánosságra került a hivatalos lemezborító és a 12 dal címe is valamint egy videó, amely három dal részletéből készült. A lemez producere ismét David Mackay, a dalszerzők között pedig Desmond Child is ott van. A 12 vadonatúj dal visszarepíti a hallgatót a '80-as évekbe. Bonnie a Total Eclipse of the Heart és a Holding Out for a Hero világslágereinél folytatja az éneklést a dance himnuszoktól kezdve a szerelmes balladákig, felidézve a dicsőségévek szenvedélyét, energiáját és szórakozását.
Bonnie büszkén jelentette be új albumát, így nyilatkozott: "Az elmúlt 10 hosszú és félelmetes hónapban alig vártam, hogy újra énekelhessek nektek. Tudom, hogy többen is szenvedtek a vírustól, a családtagok, barátok elvesztésétől és ettől az én szívem is fáj. A zene könnyíti ezt a terhet. Remélem az új dalaim feldobják a kedveteket. Nagyon örülök és büszke vagyok az új albumra. Egyszerűen elringat, mosolyt csal az arcomra, ahányszor csak meghallgatom. Abban a pillanatban, amint visszatérek a színpadra és újra láthatom a mosolygó arcotokat, az mindennél különlegesebb lesz. Ígérem, a java még csak most jön!" 
Bonnie a Medium.com-nak adott exkluzív interjúban elmondta, hogy új albuma felemelő, energikus és fiatalos. Kiemelte Steve Womack dalait és Desmond Child dalát. De kitért Miriam Stockley-re is, aki olyan neves előadók mellett énekelt, mint Freddy Mercury, a Queen, Brian May, Alphaville, Nick Kershaw vagy Mike Oldfield és háttérénekesként nélkülözhetetlen kiegészítője ennek a lemeznek. Különösen szereti a Call Me Thunder és a Dreams Are Not Enough dalokat. Bonnie Desmond Childtól is kért dalt, így született meg a Stronger Than a Man. "Éveken keresztül versenyeztem a nagy rockzenekarokkal, elég jól megálltam a helyem mellettük. Ez egy nagyszerű dal egy Hall of Fame dalszerzőtől." – mondta Bonnie.
Az új album további feldolgozásai a Somebody's Hero című dal, amit Clemence Benecke, énekesi művésznevén C.B. Green írta 2015-ben. A dal a hétköznapi és személyes hősöknek állít emléket. A lényeg, hogy kezd tisztelni és szeretni önmagad, legyél a saját hősöd. A dal olyannyira sikeres volt Németországban hogy 2017-ben újra, új verzióban is megjelent. C.B. Green egyébként Bonnie 2019-es Between the Earth and the Stars Live turnéjának speciális vendégfellépője volt. Összesen 11 koncerten volt kísérte Bonniet. 
A negyedik feldolgozás az I'm Only Gulity (of Loving You) Dalton Reed blues énekes Louisiana Soul Man  című lemezén jelent meg először  1992-ben. 2007-ben Tab Benoit dolgozta fel szintén blues stílusban.
Miriam Stockley mellett Leo Rojas is ismert közreműködő az albumon. Az ecuadori származású de Németországban élő zenész a Stuck to My Guns dalban játszik pánsípon, különleges hangzást adva Womack szerzeményéhez és Bonnie hangjához. Rojas utcazenészként kezdte karrierjét Berlinben, majd bejutott a Das Supertalent német tehetségkutatóba (Britain's Got Talent német verziója) ahol egészen a döntőig jutott, végül meg is nyerte a tehetségkutatót. 2012-ben Dieter Bohlen közreműködésével jelent meg önálló albuma, ami aranylemez lett. 2019-ben ő is – csakúgy mint Bonnie Tyler – meghívást kapott Ferenc Pápától a Vatikánba és fellépett a karácsonyi koncerten többek között Bonnie Tylerrel, Lionel Richievel és Susan Boyleal. Hivatalos Instagram oldalán december 23-án egy közös fotót osztott meg, amelyen Bonnie Tyler kezében van a pánsípja, a kép alá pedig azt írta: "Mit szólnátok egy duetthez 2020-ban?". Bonnie 2021. februári interjúban a lengyel TVN televízió egyik műsorában adott élő videóinterjút, amelyben elmondta, hogy Leo Rojasszal a Vatikánban találkozott, ott hallotta milyen csodálatosan játszik pánsípon és fuvolán és hogy az egyik új dalába mindenképpen szeretné beépíteni. Megkérdezte tőle, hogy szeretne e közreműködni, Rojas pedig boldogan igent mondott.
Több dalban is gitározik Geoff Whitehorn angol zenész, aki a Procol Harum rockbanda tagja. Laurence Cottle wales-i basszusgitáros, játszott a The Alan Parsons Projectben és a Black Sabbath egyik albumán is.

## Promóció
Bonnie Tyler a koronavírus miatt csak telefonon ad interjút portugáliai otthonából. A BBC Radio Wales és a BBC Radio 2 műsoraiba is élőben kapcsolták. 2021. február 28-án a BBC Radio 2 Good Morning Sunday műsorában Bonnie nagy interjút ad majd karrierjéről, keresztény hitéről és a The Best is Yet to Come című albumáról. Az Egyesült Királyságban a rádiós és TV interjúk mellett több oldalas interjúk jelentek meg a Classic Pop Magazin, OK!, Yours és Daily Mail magazinokban. Németországban a BUNTE készített vele interjút illetve az RTL Leute Heute és az ARD Brisant című műsorokban szerepelt.

### Kislemezek
Az első kislemez digitális formátumban december 18-án jelent meg. a When The Lights Go Down című dalt Steve Womack szerezte és Bonnie egyik kedvenc dala lett az új lemezről. Bonnie az Ultimate Classic Rock magazinnak azt nyilatkozta, hogy ő maga is, mint  a legtöbb rock zene rajongó szereti Bruce Springsteent és Rod Stewart-ot. És amikor meghallgatta a When the Lights go Down demóját, érezte hogy megvan az a varázslat amit a Springsteen és Stewart dalokban is hall. A stúdióba érve mindenki átérezte azt a fantasztikus, időtlen rock feelinget, ami ő is szeret és szeretné ezt folytatni. "A kórus csodálatos, nagyon boldog vagyok ezzel a dallal" -mondta Bonnie.
Ez egy nosztalgikus, szerelmes dal, egyszerre melankolikus és reményteljes szerelemmel teli. A dalhoz szöveges videóklip is készült.
Január 8-tól az Egyesült Királyságban és Írországban lett elérhető a második kislemezdal, a The Best is Yet to Come a stream oldalakon. A dal szerzője Steve Womack a facebookon köszönte meg, hogy Bonnie új albumának második kislemezdalának is az ő szerzeményét választották.
A harmadik kislemezdal a Dream's Are Not Enough és a hozzá tartozó videóklip a nagylemezzel egyidőben jelenik meg a stream oldalakon illetve Bonnie Tyler hivatalos Youtube csatornáján.

### Turné
Bonnie Tyler hivatalos weboldalán illetve lemezkiadójának honlapján is bejelentették, hogy 2022-ben 36 állomásos európai turnén mutatja be új albumát illetve ezen a turnénén ünnepli majd 70-ik születésnapját is. Bonnie Németországban, Franciaországban, Svájcban, Belgiumban és Ausztriában is fellép majd. A turné tehát a Bonnie Tyler – „Live 2022“ Celebrating 70 Years Birthday Bonnie Tyler „The Best Is Yet To Come“ címet viseli és már a jegyértékesítés is elkezdődött.

## Fogadtatása
Már a lemez megjelenése előtti napokban az elsők között értékelte Bonnie Tyler új albumát a Cryptic Rock. A címadó daltól kezdve gyors és fülbemászó a lemez indulása (The Best is Yet to Come, Dreams Are Not Enough, Hunrgy Hearts) kiegészülve a nagyszerű háttér vokállal. A Stuck to My Guns pánsíppal és furulyákkal kezdődik és ez végig ott van a dalban baljóslatú és nagyon komoly érzést keltve. Nem szabad figyelmen kívül hagyni a többi dalt se, többek között a Somebody's Hero-t vagy az I'm Only Gulity of Loving You-t. Utóbbi templomba csalogató angyali hangzású. Összességében ez a lemez a szintetizátorokkal és a rock gitárokkal visszahozza a 80-as évek pop-rock szellemét. Rendkívül jól összerakott album. Feltűnő Tyler vokális teljesítménye ami garancia arra, hogy egyes dalok mélyen beívódnak a bőrünk alá. Ezen kívül minden dal relatív egy történetet mesél el; akár szívfájdalomról van szó, akár kétségekről, akár arról hogy szükségünk van valakire vagy valamire ahhoz, hogy hinni tudjunk és folytatni. Bonnie Tyler ezzel az érzelmek útjára vezet, amely erőt és reményt kínál, tehát tekerd fel a hangerőt és élvezd az utat. A Cryptic Rock maximális 5 csillagra értékelte a lemezt.
A Retro Pop szerint ez Bonnie Tyler legerősebb albuma a 80-as évek vége óta megjelent lemezei közül. A címadó dal megadja a hangzását a kollekciónak. Pulzáló, szintetizátorokkal és harmóniával teli, együtt énekelve a kórussal, ellenállhatatlannak bizonyul. A formula diadalmaskodik, a további dalok energikusak, rockosak. Egyedi a Stuck to My Guns, a pánsípnak köszönhetően. Bonnie a jellegzetes hangjával megtestesíti az egyes dalokat és sajátossá teszi őket. A lemez két részre osztható, Az első fele tele van stadion színpadára való rock himnuszokkal míg a másik fele letisztult, meghittebb dalokat kínál. A Retro Pop Magazin értékelése szerint is, az 1988-as Hide Your Heart albuma óta ez a legerősebb albuma Bonnienak.
A pakisztáni The News International 10-ből 7 csillagot adott. Bonnie Tylert a zeneipar egyik legmeghatározóbb hangjaként említi. Bár már nem szerepel a toplisták élén, még mindig remek albumokat ad ki, erre példa a The Best is Yet to Come is. Két dalt emelnek ki az új lemezről. Az egyik a Hungry Hearts, ami abszolút fülbemászó, illetve az I'm Not in Love feldolgozását. Szerintük igen bátor ember az, aki a 10cc klasszikusát feldolgozza, de Tyler tisztességes munkát végzett és valami egészen újat alkotott. Lehet, hogy az album címe kissé optimista, de Bonnie még mindig jópofa.
Finnországból már közepes értékelés érkezett. A Helsingin Sanomat Alice Cooper és Bonnie albumát értékelte, a két előadónak ugyanazon a napon jelent meg az új albuma és egy lemezkiadónál vannak. Szerintük Bonnie Tylernek jobban sikerült a nosztalgiázás mint Coopernek. Bonnie a pop-rockot választotta, de elmehetne hard-rock szólistának is akár. Kora előrehaladtával hangja szaggatottabbá vált és amikor olyan szavakat ejt, hogy thunder vagy glory, akkor a heavy metal sztárok csak másodikak lehetnek. Ha Bonnie még mindig készít lemezt a legjobb producerekkel, akkor lehet hogy a legjobb -vagy inkább legizgalmasabb- még csak most jön!.

## Dalok
- Standard verzió

| #  | Dalcím                          | Zeneszerző                                     | Hossz |
| -- | ------------------------------- | ---------------------------------------------- | ----- |
| 1  | The Best is Yet to Come         | Steve Womack                                   | 3:05  |
| 2  | Dreams Are Not Enough           | Neil Lockwood                                  | 3:33  |
| 3  | Hungry Hearts                   | Josh Renton                                    | 3:14  |
| 4  | Stuck to My Guns                | Steve Womack                                   | 3:50  |
| 5  | When the Lights Go Down         | Steve Womack                                   | 3:31  |
| 6  | Stronger Than a Man             | Shelly Peiken, Desmond Child, Ruslan Odnoralov | 3:33  |
| 7  | I'm Not in Love                 | Eric Stewart, Graham Gouldman                  | 4:25  |
| 8  | Somebody’s Hero                 | Clemens Benecke                                | 4:01  |
| 9  | Call Me Thunder                 | Steve Womack                                   | 4:40  |
| 10 | I’m Only Guilty (Of Loving You) | Dave Williams, Mick Parker                     | 3:45  |
| 11 | You're The One                  | Kevin Dunne, David Mackay                      | 4:06  |
| 12 | Catch the Wind                  | Donovan                                        | 3:15  |

## Toplista
| Toplista                                    | Csúcspozíció |
| ------------------------------------------- | ------------ |
| UK Official Independent Albums Chart Top 50 | 9            |
| UK Official Albums Sales Chart Top 100      | 18           |
| UK Official Physical Albums Chart Top 100   | 18           |
| UK Official Album Downloads Chart Top 100   | 35           |
| Scottish Albums Chart Top 100               | 28           |
| Swiss Album Chart (Schweizer Hitparade)     | 28           |
| German Top 100 Album Chart                  | 35           |
| Austrian Album Chart (Ö3 Hitparade)         | 47           |
| French Album Physiques (SNEP)               | 149          |

### Stream Toplista
A figyelembe vett időszak 2021. február 26. – március 3. közti időszakban. A táblázatban a legjobb helyezés van feltüntetve.
iTunes
| Toplista                         | Csúcspozíció |
| -------------------------------- | ------------ |
| UK iTunes Album Chart            | 4            |
| Csehország iTunes Album Chart    | 5            |
| Svájc iTunes Album Chart         | 6            |
| Ausztria iTunes Album Chart      | 9            |
| Dánia iTunes Album Chart         | 15           |
| Németország iTunes Album Chart   | 24           |
| Ausztrália iTunes Album Chart*   | 26           |
| Kanada iTunes Album Chart        | 90           |
| Franciaország iTunes Album Chart | 123          |
| Kazahsztán iTunes Album Chart*   | 158          |
| USA iTunes Album Chart           | 165          |

Apple Music
| Toplista    | Csúcspozíció |
| ----------- | ------------ |
| Lettország  | 52           |
| Görögország | 180          |
| Svájc       | 210          |
| Finnország  | 263          |
| Norvégia    | 291          |
| Svédország  | 343          |

## Közreműködők
Zenészek
| - Bonnie Tyler - ének - David Mackay - producer, ütőhangszerek (1-2, 4-5), háttérének (3,5,9), húrok (7,11), dobprogramozás (3,8), basszus programozás (3), extra billentyűk (4), FX ütőhangszerek (6), zongora (11) - Richard Cottle - billentyűk (1-9), orgona (10-11), szaxofon (7,10), dobprogramozás (7), FX ütőhangszerek (6) - Steve Womack - gitár (5,9) háttérének (5,9) - Josh Renton - gitár (3), háttérének (3) - Daz Shields - dobok (1–2, 5), háttérének (5) - Neil Lockwood – háttérének (2, 8) - Kevin Dunne – akusztikus gitár (12), basszus (11–12) - Miriam Stockley – háttérének (1, 4–6, 9–12) - Miriam Grey – háttérének (2–3, 7–8) - Laurence Cottle – basszus (1–10) - Bob Jenkins – dobok (4, 6, 9–11) - Geoff Whitehorn – gitárok (1–2, 4–7, 9–12) - Ray Russell – gitárok (8, 11) - Leo Rojas – pánsípok (4) | Technika: - David Mackay - felvétel, keverés (teljes album) - Rod Houison – felvétel (1, 4–6, 9–12) - Silvio D'Anza – felvétel (4) - Jerry Stevenson – mastering Stúdió - The Factory Sound, Woldingham (UK) Dizájn - Fulaleo - borító illusztráció - Jenny Seiler - szövegkönyv - Tina Korhonen - fotózás |

## Megjelenések
| Régió       | Dátum             | Formatum                                | Label    |
| ----------- | ----------------- | --------------------------------------- | -------- |
| Európa      | 2021. február 26. | Digitális letöltés CD streaming         | earMusic |
| USA, Kanada | 2021. február 26. | Digitális letöltés CD Digipak streaming | earMusic |